# Rhipidocladum
Rhipidocladum és un gènere de bambús de la família de les poàcies, ordre de les poals, subclasse commelínides, classe liliòpsides, divisió magniliofitins.

## Taxonomia
- Rhipidocladum abregoense
- Rhipidocladum ampliflorum
- Rhipidocladum angustiflorum
- Rhipidocladum bartlettii
- Rhipidocladum clarkiae R. W. Pohl
- Rhipidocladum geminatum
- Rhipidocladum harmonicum
- Rhipidocladum longispiculatum Londoño et L. G. Clark
- Rhipidocladum martinezii
- Rhipidocladum maxonii
- Rhipidocladum neumanii
- Rhipidocladum pacuarense
- Rhipidocladum panamense
- Rhipidocladum parviflorum
- Rhipidocladum pittieri
- Rhipidocladum prestoei
- Rhipidocladum racemiflorum
- Rhipidocladum sibilans